# Zdeněk Grygera
Zdeněk Grygera (født 14. maj 1980 i Přílepy, Tjekkiet) er en tidligere tjekkisk forsvarsspiller. Grygera nåede i sin karriere at spille for klubber som FK Svit Zlín, Petra Drnovice, Sparta Prag, Ajax, Juventus samt Fulham. Grygera er både i stand til at spille centralt og i højre side af forsvaret.

## Tidligere Karriere
Grygera begyndte sin senior-karriere hos Petra Drnovice inden skiftet til tjekkiske Sparta Prag. I juli 2003, blev han købt af hollandske Ajax, for omkring €3,5 millioner. Hans første mål for klubben kom i september 2004, i en 5-0 sejr imod Den Bosch. Han blev hurtigt fansnes favorit, især efter scoringer mod bitre rivaler som Feyenoord.

## Landshold
Grygera nåede i sin tid som landsholdsspiller (2001-2009) at spille 65 kampe og score 2 mål for Tjekkiets landshold. Han spillede bl.a. i EM 2004, VM 2006 samt EM 2008.
- Wikimedia Commons har flere filer relateret til Zdeněk Grygera